# میتسوزو میزوتانی
میتسوزو میزوتانی (انگلیسی: Mitsuzo Mizutani؛ زادهٔ ۵ اکتبر ۱۹۱۵ - درگذشته نامشخص) کشتی‌گیر اهل ژاپن بود.